# 井上信也 (政治家)
井上 信也（いのうえ しんや、1934年〈昭和9年〉1月11日 - 2010年〈平成22年〉3月1日 ）は、日本の政治家。サラリーマン新党代表、大阪府摂津市長（第3代）など務めた。兄は前任の摂津市長（第2代）で郵政大臣（第60代）も務めた井上一成で、兄弟で20年間革新市政を続けた。

## 略歴
大阪府三島郡鳥飼村（現・摂津市鳥飼野々）生まれ。関西大学在籍。大阪府議会議員に日本社会党から立候補し初当選。1976年（昭和51年）10月の摂津市長選挙で、第2代市長の兄・井上一成の後継として立候補し、無投票で初当選。10月12日に就任し、1988年10月11日まで3期務めた。
1989年（平成元年）7月23日の第15回参議院議員通常選挙にサラリーマン新党から出馬も落選。その後、党代表に就任したが、1992年7月の第16回通常選挙では党が独自候補擁立を見送ったため、社会党から比例代表で出馬するも落選した。
2010年（平成22年）3月1日、肝不全のため大阪府高槻市の病院で死去。享年76。死没日をもって正五位に叙される。

## 人物
政令指定都市大阪市に隣接するベッドタウンである摂津市は、高度経済成長期のドーナツ化現象加速に伴い、若い夫婦と子供の数が急増した。このため、井上兄弟市政は年間予算の半分以上を投入して教育施設を建設した結果、「福祉・教育のまち摂津」として全国的に脚光を浴びることとなった。反面、保育所建設費を巡り、市の超過負担の解消を国に求める、いわゆる「摂津訴訟」を起こしたほど財政面で赤字が膨らみ、都市基盤の整備の遅れを生むこととなった。
なお、市長のほかにも「財団法人大阪府体育連合」会長の職も兄・一成から引き継いで1982年から1987年まで務めており、一成の就任した1974年から兄弟で13年間担っていた。